# Merodon anathema
Merodon anathema är en tvåvingeart som beskrevs av Paramonov 1927. Merodon anathema ingår i släktet narcissblomflugor, och familjen blomflugor.
Artens utbredningsområde är Turkiet. Inga underarter finns listade i Catalogue of Life.